# 安東高星
安東 高星（あんどう たかあき）は、平安時代中期の武将。
安東氏の氏祖。
安倍貞任の子。安東太郎高星とも。安藤堯恒の父。藤原清衡は従兄弟にあたる。